# Jens A. Doe

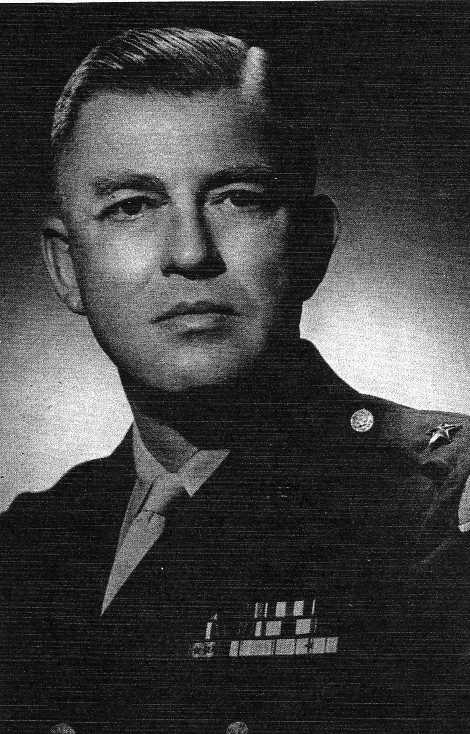
Jens A. Doe

Jens Anderson Doe (* 20. Juni 1891 in Chicago, Illinois; † 25. Februar 1971 in Carmel-by-the-Sea, Monterey County, Kalifornien) war ein Generalmajor der United States Army. Er kommandierte in den 1940er Jahren vier amerikanische Infanteriedivisionen.
In den Jahren 1910 bis 1914 durchlief Jens Doe die United States Military Academy in West Point. Nach seiner Graduation wurde er als Leutnant der Infanterie zugeteilt. In der Armee durchlief er anschließend alle Offiziersränge vom Leutnant bis zum Zwei-Sterne-General.
Im Lauf seiner militärischen Karriere absolvierte er verschiedene Kurse und Schulungen. Dazu gehörten unter anderem der Field Officers' Course, das Command and General Staff College und das United States Army War College.
In seinen jüngeren Jahren absolvierte Doe den für Offiziere in den niederen Rangstufen üblichen Dienst in verschiedenen Einheiten und Standorten. Im Jahr 1917 durchlief er eine Ausbildung zur Bedienung von Maschinengewehren. Im weiteren Verlauf des Jahres 1917 wurde er der gerade neuaufgestellten 5. Infanteriedivision zugeteilt, und mit dieser im Mai 1918 zur Teilnahme am Ersten Weltkrieg als Teil der American Expeditionary Forces nach Frankreich verlegt. Dabei gehörte er einem der Division unterstellten Maschinengewehrbataillon an. Später wurde er Bataillonskommandeur des 14. Maschinengewehrbataillons, das ebenfalls der 5. Infanteriedivision unterstand. Doe war sowohl an der Schlacht von St. Mihiel als auch an der Maas-Argonnen-Offensive beteiligt. Dabei wurde er verwundet.
Nach dem Waffenstillstand vom November 1918 baute Jens Doe in Langres in Frankreich eine Militärschule zur Ausbildung an Maschinengewehren auf, die er für einige Zeit selbst leitete. Im Juni 1919 kehrte er in die Vereinigten Staaten zurück. In den folgenden Jahren absolvierte er unter anderem einige der oben erwähnten Schulen. Zudem war er Dozent an der Infantry School in Fort Benning, dem heutigen Fort Moore. Zwischen 1926 und 1930 war er mit dem 15. Infanterieregiment in Tianjin in China stationiert.
Anfang der 1930er Jahre gehörte Doe dem Stab des 16. Infanterieregiments in Fort Jay in New York City an. Es folgte eine Versetzung nach Fort Dix in New Jersey, wo er eine Schule zur Ausbildung an Maschinengewehren leitete. Daran schloss sich sein Studium am Army War College an. Vom 15. August 1933 bis zum 24. Juni 1937 war er Dozent am Command & General Staff College in Fort Leavenworth in Kansas und danach bis zum 30. August 1940 Fakultätsmitglied der University of California, Berkeley, wo er die Fächer Militärwissenschaft und Taktik unterrichtete.
Anschließend kehrte er zum aktiven Militärdienst zurück. Er wurde Stabsoffizier und später Bataillonskommandeur bei der 7. Infanteriedivision. Zwischen März 1941 und Juni 1942 kommandierte er das 17. Infanterieregiment, das ebenfalls der 7. Infanteriedivision unterstand. In diese Zeit fiel der amerikanische Eintritt in den Zweiten Weltkrieg. In der Folge wurde er auf den pazifischen Kriegsschauplatz versetzt, wo er zwischen Juni 1942 und Februar 1943 das in Australien und Neuguinea operierende 163. Infanterieregiment kommandierte. Anschließend war er bis zum Juni 1944 Stabsoffizier bei der 41. Infanteriedivision, die zunächst ebenfalls in Neuguinea stationiert war. Am 17. Juni 1944 übernahm er das Kommando über diese Division, das er bis zum 1. Februar 1946 bekleidete. Während dieser Zeit nahm er mit seiner Division aktiv am Kriegsgeschehen teil. Er war unter anderem an der Schlacht um Biak, an der Invasion of Palawan, und der Schlacht um Mindanao auf den Philippinen beteiligt. Für seine militärischen Leistungen wurde Jens Doe damals mit mehreren Orden ausgezeichnet.
Zwischen dem 8. September 1946 und dem 28. Februar 1949 kommandierte Doe hintereinander zunächst für einige Tage die 5., dann zwischen dem 20. September 1946 und dem 15. März 1947 die 3. und schließlich die 4. Infanteriedivision. Am 28. Februar 1949 schied er aus dem aktiven Militärdienst aus.
Jens Doe verbrachte seinen Lebensabend in Carmel-by-the-Sea in Kalifornien, wo er am 25. Februar 1971 verstarb. Er wurde auf dem Friedhof der Militärakademie in West Point beigesetzt. 

## Orden und Auszeichnungen
Jens Doe erhielt im Lauf seiner militärischen Laufbahn unter anderem folgende Auszeichnungen:
- Distinguished Service Cross
- Army Distinguished Service Medal
- Silver Star
- Air Medal
- Purple Heart